# (9280) 1981 EQ14
(9280) 1981 EQ14 (1981 EQ14, 1992 BC6, 1994 PC36) — астероїд головного поясу, відкритий 1 березня 1981 року.
Тіссеранів параметр щодо Юпітера — 3,457.